# شویسل
شویسل (به آلمانی: Schwissel) یک شهر در آلمان است که در زگه‌برگ واقع شده‌است. شویسل ۲۲۴ نفر جمعیت دارد.